# Апніа
Апніа (груз. აფნია) — село в Грузії.
За даними перепису населення 2014 року в селі проживає 160 осіб.